# Sanqaçal
Sanqaçal (ryska: Сангачалы, azerbajdzjanska: Sangaçal) är en ort i Azerbajdzjan.   Den ligger i distriktet Baku, i den östra delen av landet, 40 km sydväst om huvudstaden Baku. Antalet invånare är 4 108.
Terrängen runt Sanqaçal är platt åt sydost, men åt nordväst är den kuperad. Närmaste större samhälle är Qobustan, 10,7 km söder om Sanqaçal. 